# Fantasia (psicologia)
Fantasia (em grego:  φαντασία; em latim: phantasia) é um conceito presente na psicologia moderna desde a sua formação nos séculos XVIII e XIX, referindo-se em geral à imaginação produtiva ou criação voluntária de imagens mentais, as quais possuem algum teor de contraste com o que por vezes se contrapõe como a presença de objetos externos ou a "realidade". O termo foi utilizado por filósofos gregos como Platão e Aristóteles para se referir a capacidades da alma, e teóricos iniciais da psicologia científica o definiram de diversas maneiras na fenomenologia, psicofísica e psicanálise. Com a institucionalização da psicologia científica, foi sendo substituída a associação que essa faculdade tinha com a evocação da intuição, sentimentos vitais e estéticos, e transformada em grande parte no conceito de imaginação simplesmente como representação de objetos irreais. Também é utilizada em pesquisas e construtos da ciência atual.
Na psicanálise, é também considerada um mecanismo de defesa que consiste na criação de um sistema de vida paralelo, que existe apenas na imaginação de quem o cria, com o objetivo de proporcionar uma satisfação ilusória, que não é ou não pode ser obtida na vida real. Não pode ser confundida com a idealização, que cria um sistema em que se deseja viver, mas ao mesmo tempo, leva ao planejamento e a movimentação para que aquela idealização se torne realidade no futuro, o que acaba por implicar a tomada de decisões e mudanças realizadas no presente.

## Etimologia e conceito clássico
O uso mais antigo do termo é encontrado em Platão, com o sentido de "aparição", substantivado do verbo φαίνεσθαι, "aparecer". Porém, também a associou como uma imitação (mimesis) da aparência, em contraste com a imitação da verdade: no Sofista, a "arte produtora de imagens" se subdivide em "icástica" (produtora de imagem) e "fantástica" (produtora de ilusão), essa última criando aparências de coisas irreais e associada ao sofista que produz falas ou pensamentos falsos. É resultante de uma mistura de percepção e opinião. No Filebo, é representada como um pintor que cria produtos fictícios, "fantasmas" (φαντάσματα).
Em Aristóteles, é descrita como uma habilidade cognitiva separada, de uma forma que influenciará toda a filosofia posterior do conceito. É a faculdade da alma chamada por ele de "fantástica" (phantastikón, φανταστικόν), entre a sensação (aisthesis) e o pensamento (dianoia), a qual produz "fantasmas" (phantasmata), representações ou imagens dos objetos sensíveis. Ele criticou a afirmação de Platão de que a fantasia seria uma "mistura de percepção e opinião", pois considera que a percepção sempre está presente (seja na forma potencial ou atual, isto é, do sentido e do objeto de sentido), enquanto a fantasia aparece independentemente dos sentidos externos (como nos sonhos) e não ocorre atualmente a todo tempo (dá também exemplo de alguns animais não a tem). Além do mais, é para ele uma função não racional, geralmente falsa, independente da opinião, localizando-a na parte perceptiva da alma. Ela pertence também ao sensório comum, junto aos sentidos e suas funções associadas. Aristóteles considera os sonhos como derivados da capacidade fantástica: são fantasmas produzidos na parte perceptiva e derivados das experiências sensórias do estado desperto, apesar de não serem resultantes da percepção dos cinco sentidos propriamente dita; isso explica o porquê de os sonhos não exigirem a percepção geral em relação a objetos reais.
No tratado Da Alma, distingue três tipos de fantasia, em gradação de acordo com uma escala biológica dos animais: indeterminada (aóristos phantasía), constituída por representações táteis difusas nas formas mais baixas de animais durante um contato sensorial; sensível (aisthetikè phantasía), como mediadora do apetite em animais irracionais; e calculativa ou deliberativa (logistikè/bouleutikè phantasía), a maior, que aparece apenas em humanos, capaz de combinar várias imagens mentais. Aristóteles afirma que todo pensamento humano depende de fantasmas.
Para platônicos posteriores, a capacidade da fantasia teria o papel de centro unificado da consciência. Em Plotino, a potência formadora de imagens (phantastikón) é o ponto final da percepção, ao realizar julgamentos sobre o que é percebido pelos sentidos e formar suas imagens. Dessa maneira, ligando tanto os sensíveis quanto os inteligíveis, a memória retém e recorda as imagens formadas por essa capacidade.

Enquanto o conceito antigo dava ênfase à imaginação reprodutiva, fantasia ganhará a distinção atual de imaginação produtiva apenas posteriormente, conforme presente a partir de Filóstrato (século II-III), em Vida de Apolônio de Tiana:
"Fantasia (phantasia)", disse Apolônio, "criou estes, uma artesã mais astuta do que a imitação. Pois a imitação moldará o que ela conhece, enquanto a fantasia criará o que ela não conhece; pois ela irá supor com referência à realidade, e o terror frequentemente deterá a imitação, enquanto nada pode deter a fantasia, pois prossegue impávida em direção ao objetivo que estabeleceu para si mesma"
Como "imaginação estética", um outro sentido muito adotado também depois entre pensadores modernos, aparece na Antiguidade apenas no tratado Do Sublime.

Em Sinésio de Cirene (373–414), combinando elementos aristotélicos e platônicos, como entre outros neoplatonistas, a phantasia é reabilitada do sentido aristotélico de potencialmente enganadora, e a alma, como parte intermediária, junto à sua função imaginativa, ganham superioridade. Para Sinésio, a fantasia é o "sentido dos sentidos (...) o mais geral órgão do sentido e o primeiro corpo da alma".
"Se a visão de Deus é o bem maior, então a fantasia da felicidade é peculiarmente distinta. Aqui o sentido da sensibilidade torna-se óbvio; é o espírito da fantasia, abrangendo todos os sentidos (communissimus omnium sensus), o primeiro corpo da alma." 
―Sinésio, Patrologia Graeca 66, p. 1289 B, C.
Nesse contexto, os objetos da fantasia são considerados mais próximos da realidade do que os objetos do sentido do mundo externos (considerados como adquiridos por intermediários falíveis). Essa tendência se encontra também posteriormente nos filósofos islâmicos. Marsilio Ficino (1433–1499) irá expandir o sentido da fantasia, colocando-a num patamar superior em relação à imaginação, no processo de ascensão racional da alma até ao entendimento do Criador. Para ele, diferente da imaginação, a fantasia intui essências incorpóreas, como beleza e bondade. Em um exemplo, ele descreve:
"Mesmo quando Platão está ausente, Sócrates pensa nele por meio de sua imaginação interior: a cor e a forma que ele viu, a voz suave que ouviu e tudo o mais que percebeu por meio dos cinco sentidos. Essa imaginação se eleva acima da matéria, mais do que a sensação, tanto porque, para pensar nos corpos, não precisa de sua presença, como também porque, como uma faculdade, pode fazer tudo o que os cinco sentidos fazem. Mas não é totalmente pura, porque só pode saber o que a sensação percebe ou concebe. A sensação é concernente aos corpos; a imaginação, às imagens dos corpos percebidos ou concebidos através dos sentidos. Pouco depois, Sócrates começa, por meio de sua fantasia, a fazer o seguinte julgamento sobre a semelhança geral de Platão que a imaginação reuniu por meio dos cinco sentidos: 'Quem é este homem com um corpo tão nobre, testa ampla, ombros largos, tez clara, olhos brilhantes, sobrancelhas levantadas, nariz aquilino, boca pequena e voz gentil? Este é Platão, um homem de boa aparência e um discípulo muito querido.' Você vê o quanto a fantasia de Sócrates supera sua imaginação. A imaginação montou a imagem de Platão, mas não sabia a quem ou a que tipo de homem a imagem se aplicava. A fantasia agora discerne que é a imagem desse homem chamado Platão, uma bela imagem de um bom homem e amigo." 
―Marsilio Ficino, Teologia Platônica VIII, 1

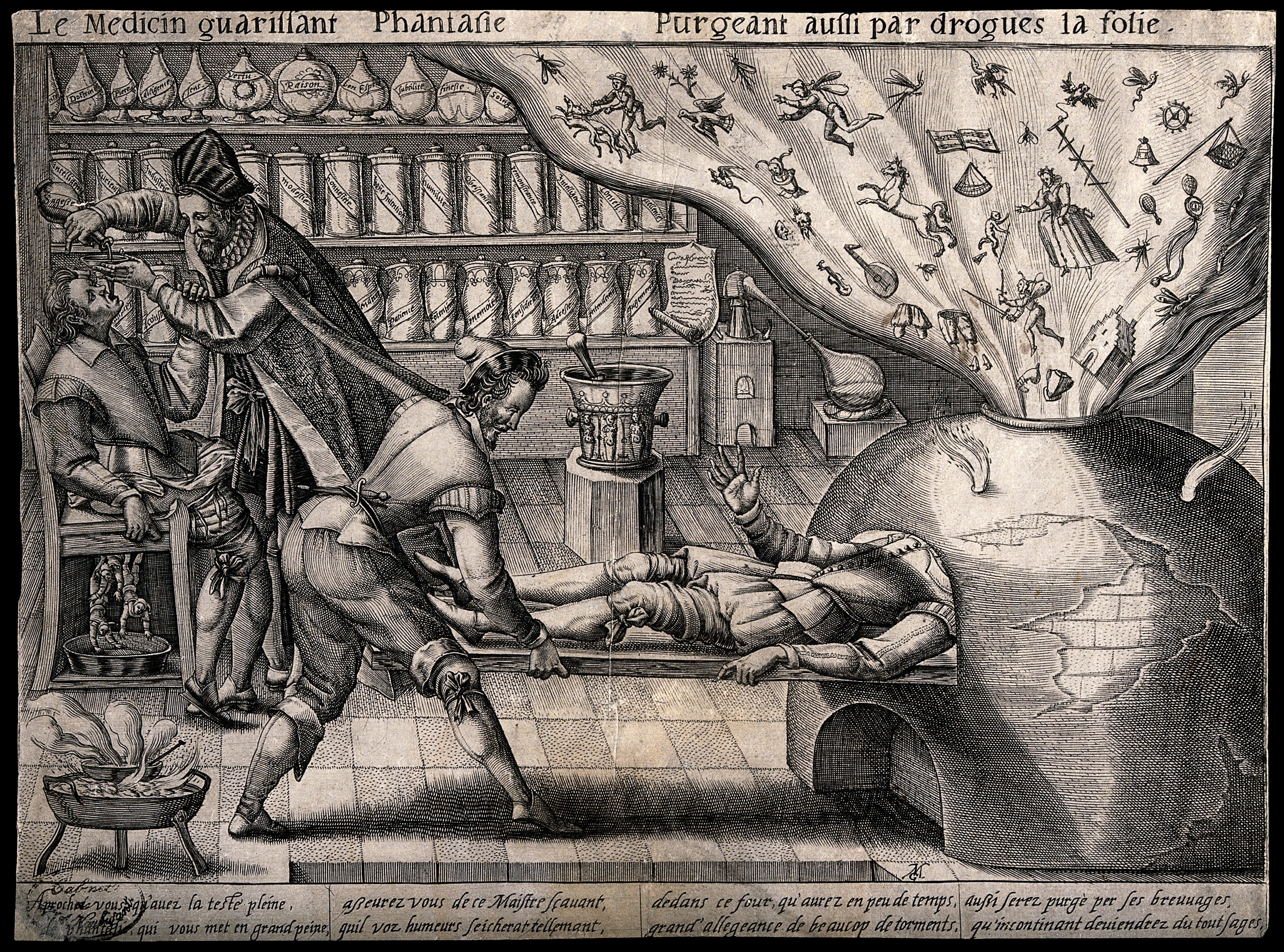
"O médico curando fantasia", gravura por Matthaeus Greuter (c. 1600). Uma representação satírica de cura da loucura, extraindo-se fantasias.

Também durante a Renascença, a fantasia foi considerada por diversos escritores modernos, como Montaigne e Shakespeare, como podendo afetar a saúde mental e física de diversas formas. Assim, os termos "fantasia" e "fantasmas" ganharam também uma conotação negativa, em que as patologias da faculdade imaginativa (tal como o seu excesso) eram analisadas por médicos, filósofos, demonologistas e teólogos. A alucinação imaginativa e a melancolia eram frequentemente associadas desde a Antiguidade, conforme a teoria dos humores, mas foram em particular os médicos do século XVII que abordaram o delírio fantástico de forma pandêmica.

## Psicologia moderna

### Desenvolvimentos iniciais
Kant distinguia a imaginação (Einbildungskraf) em duas: reprodutiva e produtiva. A primeira seria a responsável pela pela função de síntese (reunir múltiplas impressões em uma unidade), enquanto a última serviria para conectar o sensível à categoria transcendental do entendimento. Goethe, de uma forma romântica e em contraste com Kant, descreve a fantasia (Phantasie) como uma das quatro faculdades da alma e propõe que ela se associe às faculdades racionais, pois poderia fornecer intuição sobre aspectos escondidos ou internos da Natureza. Os conceitos de Goethe e Kant serão adotados pelos teóricos da psicologia moderna.
Carl Gustav Carus, em Palestras sobre a Psicologia (1831), distinguirá a imaginação reprodutiva daquilo que especifica como "Phantasie": "a fantasia é uma imaginação criadora, um apelo a representações para vestir de alguma forma ideias emergentes da alma, em que essas representações [...] sofrem modificações essenciais". Ela ganha dimensão central em sua obra Psyche (1846), na qual expõe um progresso do desenvolvimento da alma e a fantasia é afirmada como núcleo básico originador das artes e ciências: "na medida em que a mente consegue criar algo novo, chamamos esse nível de Fantasia". Ernst Stiedenroth, em sua obra de psicologia de 1824, também vê a fantasia como se misturando ao pensamento e completando o intelecto, pois ela serviria para ser analisada posteriormente pela razão.
Na segunda metade do século XIX, a tendência foi de reservar o termo "fantasia" ao conceito kantiano de imaginação produtiva propriamente. Assim, era vista em teóricos da psicofísica, como Wundt, Fechner e Külpe, que contrastam a fantasia à memória (esta última uma função da imaginação reprodutiva). Devido à sua difícil medição experimental, porém, perdeu relativa importância em relação às outras funções mentais e passou por um abandono progressivo na comunidade científica, sendo relegada muitas vezes à atenção da estética e literatura.
Na fenomenologia, Franz Brentano e Edmund Husserl rompem com Kant na tentativa de elaborar uma psicologia descritiva. Brentano prefere o termo Phantasie no lugar de Einbildungskraft kantiano para se referir à imaginação produtiva. Phantasie também foi adotado por Husserl, que afirma que o conceito ordinário de fantasia produtiva não possui relação alguma com o conceito de Kant para imaginação produtiva. Para Husserl, o conceito de Kant na verdade é uma constituição passiva de síntese a priori, que dá conformidade da multiplicidade sensória em uma unidade da apercepção ou de esquemas categóricos; enquanto a fantasia produtiva propriamente para Husserl seria melhor chamada "willkürlich gestaltende Phantasie" ("fantasia arbitrariamente formativa"). Husserl redefine o ato de fantasia, afirmando-a não como uma relação com uma imagem (um psicologismo, pois a imagem teria função secundária ao remeter a uma essência transcendente e real inacessível), mas como a presentificação de objetos atuais, não atuais ou possíveis, junto com a característica de "como se", uma "experiência vivida" que considera o objeto imediato e imanente da fantasia como dotado de reprodução e certa mediação.
Na clínica psiquiátrica inicial, a fantasia aparece como um parâmetro de análise em sintomas. Na seção de histeria no Manual de Psicopatologia Forense (1881) de Krafft-Ebing, a um ponto chega a caracterizar: "A diminuição da fidelidade reprodutiva combinada com fantasia (Phantasie) aumentada falsifica a memória e coloca o doente no papel de mentiroso". Para casos de mentira patológica que envolvem conteúdo altamente fantasioso, foi cunhado por Anton Delbrück (1891) o termo pseudologia fantástica (pseudologia phantastica). Carl Jung descreve em 1902 o desenvolvimento de fantasias auto-acreditadas em casos de mentira patológica e durante ataques histéricos.

### Psicanálise

#### Freud

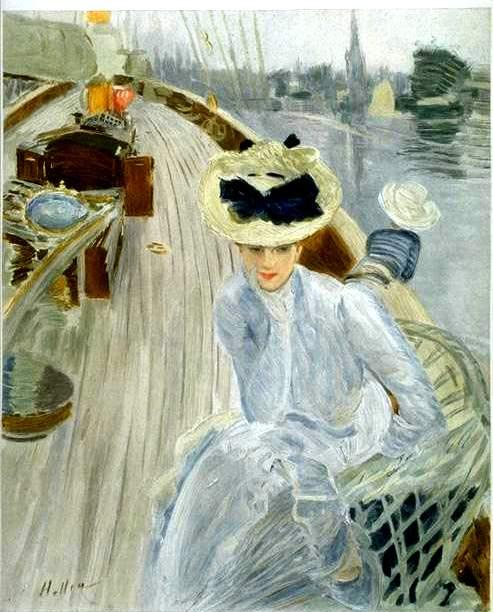
Rêverie (devaneio), 1901, de Paul César Helleu

Sigmund Freud tinha uma visão positiva da fantasia, considerando-a um mecanismo de defesa; alegava que homens e mulheres "não podem subsistir da escassa satisfação que podem tirar da realidade." "Nós simplesmente não podemos prescindir de construções auxiliares", como Theodor Fontane disse uma vez ... [sem] residir em desejos imaginários de realização."  À medida que a adaptação da infância ao princípio de realidade se desenvolve, também se desenvolve "uma espécie de atividade do pensamento que se divide; essa parte foi mantida livre de testes de realidade e permanece subordinada ao princípio único de prazer. Essa atividade é a 'fantasiar'... o "sonhar acordado". "  Ele comparou essa fantasia à maneira como uma "reserva natural preserva seu estado original, onde tudo ... incluindo o que é inútil e até mesmo o que é nocivo, pode crescer e proliferar como quiser".
Devaneios são, para Freud, portanto, um recurso valioso. "Esses sonhos são catexizados com grande interesse; são cuidadosamente apreciados pelo sujeito e geralmente escondidos com grande sensibilidade ... tais fantasias podem ser inconscientes ou conscientes".  Essas fantasias contêm uma grande parte da verdadeira essência constitucional de uma personalidade, e que o homem energético "é aquele que consegue através de seus esforços, transformar suas desejosas fantasias em realidade", enquanto o artista "pode transformar suas fantasias em criações artísticas" em vez de sintomas... o destino da neurose ".

#### Klein
Melanie Klein ampliou o conceito de fantasia de Freud para cobrir o relacionamento da criança em desenvolvimento com um mundo de objetos internos. Em seu pensamento, esse tipo de "atividade lúdica dentro da pessoa é conhecida como 'fantasia inconsciente'. E essas fantasias são frequentemente muito violentas e agressivas. Elas são diferentes dos sonhos diurnos comuns ou 'fantasias'".
O termo "fantasia" tornou-se uma questão central com o desenvolvimento do grupo kleiniano como uma linha distintiva dentro da Sociedade Psicanalítica Britânica, e estava no centro das chamadas discussões controversas dos anos de guerra. "Um artigo de Susan Isaacs (1952) sobre 'A natureza e a função de Phantasy' ... foi geralmente aceito pelo grupo Klein em Londres como uma declaração fundamental de sua posição."  Como característica definidora, "os psicanalistas kleinianos consideram o inconsciente como sendo constituído de fantasias de relações com objetos. Estes são pensados como primários e inatos, e como representações mentais de instintos ... os equivalentes psicológicos na mente dos mecanismos de defesa."

### Psicologia complexa de Jung
Carl Jung entende dois sentidos para fantasia. No primeiro sentido, o de "fantasma", é um complexo de ideias que se distingue de outros por não possuir referencial objetivo à realidade externa; pode ser produzido de forma voluntária, intencional e conscientemente, ou não. Nisso, distinguem-se dois tipos: o de fantasia ativa e fantasia passiva. Na primeira, as fantasias são produtos da intuição e evocadas por uma atitude dirigida ao inconsciente, investindo-se libido. Na segunda, não ocorre uma atitude de expectativa ou intuição, com o sujeito sendo passivo; geralmente são automatismos que irrompem em momentos de dissociação, de forma patológica e como compensação. Na fantasia ativa, ocorre reunião de elementos inconscientes à consciência de maneira mais positiva, levando à integração e a um maior estado da individualidade.
O segundo sentido é o de "atividade imaginativa", para ele "simplesmente a expressão direta da vida psíquica, da energia psíquica que não pode aparecer na consciência exceto sob a forma de imagens e conteúdos". Não é para Jung uma faculdade especial, pois advém entre todas as outras formas básicas, como as funções psíquicas (pensamento, sentimento, sensação, intuição). Enquanto a "atividade imaginativa" é o próprio fluxo de energia psíquica, o "fantasma" é uma soma definida de libido na aparição em imagem, uma "ideia-força".

Ele considera a imaginação ativa como um processo que pode levar à consciência a configuração de arquétipos: "pois podemos então fazer a descoberta do arquétipo sem afundar na esfera instintiva, o que só levaria a uma inconsciência vazia ou, pior ainda, a algum tipo de substituto intelectual para o instinto". Ele a define como:
"uma sequência de fantasias produzidas por concentração deliberada. Descobri que a existência de fantasias inconscientes não realizadas aumenta a frequência e a intensidade dos sonhos e que, quando essas fantasias se tornam conscientes, os sonhos mudam de caráter e se tornam mais fracos e menos frequentes. Disso cheguei à conclusão de que os sonhos muitas vezes contêm fantasias que "querem" se tornar conscientes (...) Não se trata da "associação livre" recomendada por Freud para fins de análise de sonhos, mas de elaborar a fantasia observando o material fantasioso adicional que se acrescenta ao fragmentar de forma natural"
O próprio Jung se engajou ativamente em fantasias a partir de 1913, como na elaboração de conversas e visões com personagens, as quais transcreveria aos Livros Negros e Livro Vermelho.

### Pesquisas recentes
Atualmente, identifica-se o construto personalidade propensa à fantasia; Wilson e Barber (1981) consideram que houve uma proporção considerável de indivíduos diagnosticados com histeria no século XIX que teriam essa personalidade. No entanto, as evidências não apontam que a propensão à fantasia se desenvolve a partir de um trauma infantil, e a dissociação é um melhor preditor de história de trauma e explicativo de seus sintomas do que a fantasia.
Também com base no termo phantasia em Aristóteles para a capacidade de formação de imagens, foram cunhadas as palavras "afantasia" (em 2015) e "hiperfantasia" por Adam Zeman e associados, em referência ao grau de nitidez de imagens sensoriais voluntárias.

#### Psicologia do desenvolvimento
No desenvolvimento infantil, diversos fatores individuais afetam a diferenciação de fantasia-realidade, como idade, orientação à fantasia, função executiva e reatividade emocional. Pesquisas apontam que crianças podem ter melhor desempenho em algumas tarefas de raciocínio quando realizadas em um contexto de fantasia; há argumentos de que a criação de cenários fantásticos pode auxiliar na prática do raciocínio contrafactual.